# Heinz Prüller
Heinz Peter Prüller (Vienna, 30 aprile 1941) è un giornalista e conduttore televisivo austriaco, uno dei più longevi e noti commentatori televisivi di sport al mondo.

## Biografia
Heinz Prüller già a 13 anni iniziò a lavorare come giornalista sportivo. All'età di 16 anni intervistò Enzo Ferrari. Dopo aver completato il servizio militare, dal 1960 al 1961 lavorò per il giornale Express e poi fino al 1971 per la Kronen Zeitung. Nel 1967 fece le sue prime apparizioni alla televisione di stato austriaca. Dal 1975 al 1986 fu caporedattore della rivista Ski- und Tennis-Welt. Successivamente dal 1987 al 1989 ha lavorato alla rivista Sportmagazins ed ha diretto la redazione sportiva della radio pubblica austriaca tra il 1989 e il 1994. Nel 1995 è stato insignito del premio Romy per il suo utradecennale lavoro giornalistico.
La sua attività più nota è però quella di telecronista delle gare di Formula 1 per conto della TV austriaca, incarico che ricoprì dal 1965 al 2008, commentando 650 gare, e dal 1970 anche della Coppa del Mondo di sci alpino. Si occupò anche dei Mondiali di calcio e dei Giochi olimpici. È considerato uno dei più grandi esperti di Formula 1 tra i giornalisti dell'area linguistica tedesca, sulla quale ha pubblicato circa 60 libri tra biografie, saggi e il ciclo Grand Prix Story, nel quale analizza le passate stagioni agonistiche dal 1971 fino ai giorni nostri. Molti libri sono stati curati in collaborazione con la ex-moglie Nora Frey, sposata nel 1990.
Nel 2006 ebbe anche un'esperienza di doppiatore cinematografico, prestando la voce al personaggio di Bob Cutlass (il telecronista delle gare) nella versione austriaca del film Disney-Pixar Cars - Motori ruggenti.
Nel febbraio 2009 la ORF ha annunciato che non avrebbe rinnovato il contratto con Prüller (che pure avrebbe voluto continuare) per il commento delle gare di Formula 1. In teoria il grande cronista si sarebbe già dovuto ritirare nel 2007, ma aveva voluto proseguire anche oltre l'età pensionabile. Dalla stagione 2009 il suo posto è stato preso da Ernst Hausleitner.
A giugno 2009 Prüller è ritornato a commentare le gare di Formula 1, al fianco di Jacques Schulz e Marc Surer per conto della pay-tv tedesca Sky Deutschland, lasciando poi definitivamente nel 2011.
Dal 2009 collabora inoltre con la rivista austriaca Motorsport aktuell.

## Opere
- (DE)  Diese Kurve ist sehr eckig: Heinz Prüllers beste Sprüche.
- (DE)  Unsere Champions. Alles über Österreichs Jahrhundert-Rennfahrer. Triumphe & Niederlagen, Karrieren & Schicksale, Helden von gestern, heute und morgen.
- (DE)  Jochen Rindt - Tribut an einem Weltmeister
- (DE)  Essen wie die Weltmeister: Die Küchengeheimnisse der Sportstars
- (DE)  Das goldene Jahrzehnt: Große Sportler Österreichs
- (DE)  Weißer Lorbeer - die Karl Schranz-Story
- (DE)  Einer von ihnen - Jochen Rindt
- (DE)  Lorbeer bis zum nächsten Mal
- (DE)  Das Mädchen Pröll
- (DE)  Unglaublich! Mythos, Aberglaube und Rituale im Sport

### Ciclo "Grand Prix Story"
- (DE)  Grand Prix Story 1971: Und die Männer, die sie lebten
- (DE)  Grand Prix Story 1972: Das Jahr des Fittipaldi
- (DE)  Grand Prix Story 1973: Zwei gegen Lotus: Stewart und Cevert
- (DE)  Grand Prix Story 1974: Trotz Ferrari - Fittipaldi
- (DE)  Grand Prix Story 1975: Lauda und ein Jahr wie kein anderes
- (DE)  Grand Prix Story 1976: Ein Punkt - Ein Leben
- (DE)  Grand Prix Story 1977: Ferrari addio
- (DE)  Grand Prix Story 1978: Andretti, Nummer 1
- (DE)  Grand Prix Story 1979: Franzosen, Araber, Ferrari, Lauda
- (DE)  Grand Prix Story 1980: Die jungen Löwen
- (DE)  Grand Prix Story 1981: Piquet Weltmeister, Reutemann verraten, Warum Lauda wieder fährt
- (DE)  Grand Prix Story 1982: Der keke Rosberg
- (DE)  Grand Prix Story 1983: Der erste Turbo-Champion
- (DE)  Grand Prix Story 1984: Der größte Lauda
- (DE)  Grand Prix Story 1985: Danke, Niki!
- (DE)  Grand Prix Story 1986: Gerhard Berger: Der Weg zu Ferrari!
- (DE)  Grand Prix Story 1987: Ein Mann sieht rot
- (DE)  Grand Prix Story 1988: Solo für 2 - Danke Enzo!
- (DE)  Grand Prix Story 1989: Der große Crash
- (DE)  Grand Prix Story 1990: Die Tiefflieger
- (DE)  Grand Prix Story 1991: Grenzgänger
- (DE)  Grand Prix Story 1992: Der große Poker
- (DE)  Grand Prix Story 1993: Adieu, Alain - Servus, Schumacher
- (DE)  Grand Prix Story 1994: Requiem für Senna
- (DE)  Grand Prix Story 1995: Servus,Ferrari!
- (DE)  Grand Prix Story 1996: Damon Hill - Einer gegen alle
- (DE)  Grand Prix Story 1997: Champion durch K.O.
- (DE) Grand Prix Story 1998: Das Duell Mika-Michael
- (DE)  Grand Prix Story 1999: Mika Häkkinen: 2 Mal Champion
- (DE)  Grand Prix Story 2000: Grazie, Schumi!
- (DE)  Grand Prix Story 2001: Formel Schumi
- (DE)  Grand Prix Story 2002: Crash-Kurs
- (DE)  Grand Prix Story 2003: Schumi gegen die jungen Löwen
- (DE)  Grand Prix Story 2004: Einsteiger, Umsteiger, Aufsteiger
- (DE)  Grand Prix Story 2005: Alonso 1. – Der neue König.
- (DE)  Grand Prix Story 2006: Servus, Schumi!
- (DE)  Grand Prix Story 2007: Black Magic, Kimi und Spione
- (DE)  Grand Prix Story 2008: Siegen ist nicht genug
- (DE)  Grand Prix Story 2009: Siege und Skandale
- (DE)  Grand Prix Story 2010: Von Fangio bis Schumacher
- (DE)  Grand Prix Story 2011: Der mit dem Bullen tanzt
- (DE)  Grand Prix Story 2012: Der wilde Ritt nach Texas
- (DE)  Grand Prix Story 2013: Vettel - viermal ist nicht genug
- (DE)  Grand Prix Story 2014: Krieg der Sterne
- (DE)  Grand Prix Story 2015: Siegen ist das Einzige, was zählt
- (DE)  Grand Prix Story 2016: Mercedes-Ritterspiele
- (DE)  Grand Prix Story 2017: Härter, breiter schneller - Die neue Formel 1
- (DE)  Grand Prix Story 2018: Aufstieg in die Top-League

## Riconoscimenti
- World Sports Media Trophy 1992
- Premio Romy 1995
- Medaglia della Stiria
- Premio Lorenzo Bandini 2003
- Premio Béla Barényi 2010